# Kelnerka (film)
Kelnerka (ang. Waitress) – amerykańska komedia romantyczna z 2007 roku, napisana i wyreżyserowana przez Adrienne Shelly, która pojawia się również w jednej z ról drugoplanowych. W rolach głównych wystąpili Keri Russell jako Jenna Hunterson oraz Nathan Fillion jako dr Jim Pomatter.
Film opowiada historię Jenny, kelnerki z małego miasta, która żyje w toksycznym małżeństwie i musi zmierzyć się z niespodziewaną ciążą. Na jej drodze nieoczekiwanie staje lekarz, dr Pomatter.

## Obsada
| Aktor           | Rola            |
| --------------- | --------------- |
| Keri Russell    | Jenna           |
| Nathan Fillion  | Dr Jim Pomatter |
| Cheryl Hines    | Becky           |
| Adrienne Shelly | Dawn            |
| Jeremy Sisto    | Earl            |
| Andy Griffith   | Joe             |
| Eddie Jemison   | Ogie            |
| Lew Temple      | Cal             |

## Dystrybucja
Film otrzymał pozytywne opinie krytyków, podsumowujące film jako „dobrze zrobioną komedię”. Fox Searchlight Pictures nabył prawa do dystrybucji za około 4 miliony dolarów.